# Kuniaki Koiso
Kuniaki Koiso (小 磯 國 昭? Utsunomiya, Prefectura de Tochigi, 22 de març de 1880 - Tòquio, 3 de novembre de 1950) va ser un oficial de l'Exèrcit Imperial Japonès, que va arribar a ser primer ministre del Japó entre 1944 i 1945. La magnitud de les derrotes militars japoneses i la impossibilitat de posar fre a aquestes o aconseguir la pau amb els nord-americans van portar a presentar la seva dimissió. També va ser Governador general de la Corea ocupada entre 1942 i 1944. Va ser condemnat a cadena perpètua i va morir abans que el govern nord-americà es plantegés exonerar tots els condemnats encara amb vida.